# NGC 4455
NGC 4455 je prečkasta spiralna galaktika u zviježđu Berenikinoj kosi. 

## Vanjske poveznice
- (engl.) SEDS: NGC 4455
- (engl.) Revidirani Novi opći katalog
- (engl.) Izvangalaktička baza podataka NASA-e i IPAC-a
- (engl.) Astronomska baza podataka SIMBAD
- (engl.) VizieR